# Dish (groupe)
Pour les articles homonymes, voir Dish.
Dish (stylisé DISH//) est un groupe japonais de pop rock managé par Stardust Promotion. C'est un groupe dansant de rock, c'est-à-dire qu'ils peuvent jouer sur scène tout en dansant,. Le groupe est le "petit frère" du groupe d'idoles Momoiro Clover Z.
En juin 2013, le groupe sort son premier single, "I Can Hear", sous un gros label,,. Le troisième single majeur de Dish, "Freak Show", a été produit par Kenichi Maeyamada.

## Membres
| Nom             | Nom complet                 | Date de naissance | Position                       |
| --------------- | --------------------------- | ----------------- | ------------------------------ |
| Takumi (TAKUMI) | Takumi Kitamura (北村 匠海) | 3 novembre 1997   | Chanteur principal, guitariste |
| Masaki (MASAKI) | Masaki Yabe (矢部 昌暉)     | 9 janvier 1998    | Chœurs, guitariste             |
| Ryuji (RYUJI)   | Ryūji Kobajashi (小林 龍二) | 6 janvier 1997    | Rappeur, bassiste              |
| To-i            | Tōi Tachibana (橘 柊生)     | 15 octobre 1995   | Flying dish, DJ, rappeur       |

## Discographie

### Albums
| Titre                 | Date de sortie               | Détails                                                     | Classements |
| Titre                 | Date de sortie               | Détails                                                     | JP          |
| --------------------- | ---------------------------- | ----------------------------------------------------------- | ----------- |
| Main Dish (MAIN DISH) | 14 janvier 2015 (2015-01-14) | - Label: Sony Music Records - Format(s): CD, téléchargement | 5           |

### Singles
| N°                   | Titre                                                                     | Date de sortie       | Classements          |
| N°                   | Titre                                                                     | Date de sortie       | JP                   |
| Singles indépendants | Singles indépendants                                                      | Singles indépendants | Singles indépendants |
| -------------------- | ------------------------------------------------------------------------- | -------------------- | -------------------- |
| 1                    | "It's Alright" (It’s alright)                                             | 10 juin 2012         |                      |
| 2                    | "Peter Pan Syndrome" (ピーターパンシンドローム)                           | 10 octobre 2012      |                      |
| 3                    | "Give Me Chocolate!" (ギブミーチョコレート!)                              | 13 février 2013      | 17                   |
| Singles sous label   |                                                                           |                      |                      |
| 1                    | "I Can Hear"                                                              | 19 juin 2013         | 9                    |
| 2                    | "Hareru Ya!" (晴れるYA!)                                                  | 16 octobre 2013      | 4                    |
| —                    | "Itsuka wa Merry Christmas" (いつかはメリークリスマス)                    | 4 décembre 2013      | 8                    |
| 3                    | "Freak Show" (FREAK SHOW)                                                 | 5 mars 2014          | 5                    |
| 4                    | "Saisho no Koi (Motetakute) / Flame" (サイショの恋～モテたくて～ / FLAME) | 25 juin 2014         | 2                    |
| 5                    | "Hengao de Bye Bye!!" (変顔でバイバイ!!)!"                                | 3 décembre 2014      | 2                    |
| 6                    | Yay!! Natsuyasumi (イエ～ィ!!☆夏休み)!                                    | 3 juillet 2015       | 3                    |
| 7                    | Oretachi Rookies (俺たちルーキーズ)                                       | 4 novembre 2015      | 2                    |
| 8                    | High-Voltage Dancer (HIGH-VOLTAGE DANCER)                                 | 22 juin 2016         | 2                    |